# Grabowo-Kolonie
Grabowo-Kolonie – wieś w Polsce położona w województwie podlaskim, w powiecie augustowskim, w gminie Augustów.
| SIMC    | Nazwa       | Rodzaj    |
| ------- | ----------- | --------- |
| 1010615 | Nowy Dworek | część wsi |

W latach 1975–1998 miejscowość administracyjnie należała do województwa suwalskiego.